# Антрустионы
Антрустионы (позднелат. antrustiones, от древне-верхненем. truht, латинизир. trustis — дружина, свита) — дружинники франкских королей (при первых Меровингах). Салическая правда рассматривает антрустионов как привилегированную группу, по-видимому, возникшей из родовой знати. За убийство антрустиона род убийцы выплачивал роду убитого в 3 раза больший вергельд, чем за убийство простого франка. Исчезли как сословие в VIII веке, предположительно влившись в сословие профессиональных конных вассалов milites, предшественников рыцарей.